# 罗斯柴尔德 (姓氏)
罗斯柴尔德（英語：Rothschild)，可以指：
- 迈尔·阿姆谢尔·罗斯柴尔德（Mayer Amschel Rothschild）：德国犹太银行家
- 第一代罗斯柴尔德男爵内森·罗斯柴尔德（Nathan Mayer Rothschild）：英国政治家和银行家
- 第四代罗斯柴尔德男爵雅各布·罗斯柴尔德（Nathaniel Charles Jacob Rothschild）：英国贵族和投资银行家
- 第二代罗斯柴尔德男爵沃尔特·罗斯柴尔德（Lionel Walter Rothschild）：英国政治家、银行家和动物学家
- 内森尼尔·查尔斯·罗斯柴尔德（Nathaniel Charles Rothschild）：英国银行家和昆虫学家
- 莱昂内尔·罗斯柴尔德（Lionel Rothschild）
- 第三代罗斯柴尔德男爵维克多·罗斯柴尔德（Nathaniel Mayer Victor Rothschild）：英国银行家、昆虫学家和政治家
- 萊昂內爾·德·羅斯柴爾德（Lionel Nathan de Rothschild）：英国政治家和银行家
- 埃德蒙·德·罗斯柴尔德（Edmond James de Rothschild）：法国银行家、慈善家和收藏家
- 莱昂内尔·内森·德·罗斯柴尔德 (1882年)（Lionel Nathan de Rothschild）：英国政治家和银行家
- 利奥波德·德·罗斯柴尔德（Leopold de Rothschild）：英国政治家和银行家

|  | 本页或本分段罗列了姓氏为「罗斯柴尔德 (姓氏)」的人物。 如果是一个指代特定个人的内链将您引导到本页，請考慮修正該人物的名字以將链接指向正確的條目。 |